# Liu Jiakun
Liu Jiakun (刘家琨S, Liú JiākūnP; Chengdu, 1956) è un architetto cinese.

## Biografia
Liu Jiakun è nato nel 1956 a Chengdu, nella provincia cinese del Sichuan.
All'età di 17 anni, durante la Rivoluzione culturale, è stato mandato in campagna a lavorare come bracciante, come parte del programma zhiqing («gioventù educata nelle campagne»).
Aspirando a diventare un artista ha scelto l'architettura per il suo legame con il disegno e la progettazione e nel 1978 si è iscritto all'Istituto di architettura e ingegneria di Chongqing, dove si è laureato nel 1982 in ingegneria edile.
Il suo primo lavoro è stato presso l'Istituto di ricerca e progettazione architettonica di Chengdu. Nel 1984-1986 si è volontariamente trasferito a Nagchu, in Tibet, poi nella regione occidentale dello Xinjiang, dove ha praticato la pittura, la scrittura e la meditazione, realizzando diverse opere di narrativa.
Si è riavvicinato all'architettura quando ha presenziato alla mostra personale del suo compagno di studi Tang Hua presso lo Shanghai Art Museum nel 1993.
In quegli anni ha partecipato al dibattito sullo scopo e il potere dell'architettura con gli artisti contemporanei, tra cui Luo Zhongli e He Duoling, e il poeta Zhai Yongming.
Nel 1999 ha fondato a Chengdu lo studio di architettura Jiakun, evidenziando il suo nome in provocazione con gli anonimi istituti statali. Da allora il suo studio di architettura ha completato oltre 30 progetti in tutta la Cina, tra cui lavori universitari, culturali, civici, commerciali e di pianificazione urbana.
Il lavoro di Liu enfatizza l'integrazione del contesto locale, dell'artigianato tradizionale e del design sostenibile, evitando al contempo vistosi abbellimenti. 
I suoi progetti spesso utilizzano materiali locali e sostenibili, praticando l'estetica dell'imperfezione.
Nel 2002 ha progettato il Luyeyuan Stone Sculpture Art Museum a Chengdu, modellato su un tradizionale giardino cinese, per ospitare una collezione privata di opere e reliquie buddiste.
Nel 2007 il suo progetto del Museo degli orologi nel Jianchuan Museum Cluster di Chengdu espone una serie di orologi storici che rappresentano la fine della Rivoluzione culturale in Cina.
Dopo il terremoto del Sichuan del 2008 Liu ha riutilizzato le macerie causate dal sisma per creare nuovi materiali da costruzione. Le macerie sono state combinate con fibre di paglia e cemento per produrre mattoni, pensati come dimostrazione di resilienza della comunità. I mattoni risultanti («mattoni della rinascita») sono stati utilizzati in vari edifici, tra cui il Novartis Building, il Shuijingfang Museum e il West Village di Chengdu.
Nel 2009 Liu Jiakun ha progettato un reparto maternità per la Chengdu Research Base of Giant Panda Breeding, istituto no profit per la ricerca e la protezione dei panda giganti.
Nel 2009 ha anche progettato lo Hu Huishan Memorial, dedicato alla memoria di una ragazza quindicenne morta in seguito al crollo della sua scuola causato dal terremoto del Sichuan. Il memoriale è stato costruito in modo da assomigliare a una tenda e contiene alcuni beni di Hu, tra cui una sciarpa e uno zaino.
Nel 2013 ha progettato lo Shuijingfang Museum, che è stato costruito sul sito di una distilleria vecchia di 600 anni e si è concentrato sulla storia dell'acquavite cinese Baijiu.
Nel 2014 ha progettato l'edificio C6 per il Campus della società farmaceutica Novartis a Shanghai. L'edificio è stato realizzato con materiali sostenibili, come mattoni rigenerati e bambù laminato, che possono generare una sensazione ecologica e naturale.
Il complesso polifunzioale West Village a Chengdu del 2015 è un ampio cortile di 237 × 178 m che adotta un design atipico rispetto agli altri centri commerciali, in quanto la sua disposizione centrifuga circonda l'intero isolato per massimizzare l'area interna completata all'interno da cortili di bambù più piccoli. L'intero complesso è aperto al pubblico e si compone di spazi per attività sportive, spazi verdi, percorsi pedonali e piste ciclabili.

Una mostra del 2019 presso il Savannah College of Art and Design presentava un modello in scala del West Village delle dimensioni di una stanza, come esempio di ciò che il curatore ha descritto come «traduzione dell'ethos culturale tradizionale cinese nel linguaggio architettonico contemporaneo».
Nel 2025 ha vinto il Pritzker Prize, assegnatogli da una giuria presieduta da Alejandro Aravena, che aveva vinto lo stesso premio nel 2016.

## Esposizioni
- 4ª Biennale di Shanghai (2002)
- 11ª Mostra internazionale di architettura di Venezia (2008)
- LVI Esposizione internazionale d'arte di Venezia (2015)
- 15ª Mostra internazionale di architettura di Venezia (2016)
- Now and Here: Chengdu - Liu Jiakun Selected Works, Aedes Architecture Forum, Berlino (2017)
- People Mountain People Sea - A Celebration of Everyday Life, Savannah College of Art and Design (2019-2020)

## Opere

### Architetture

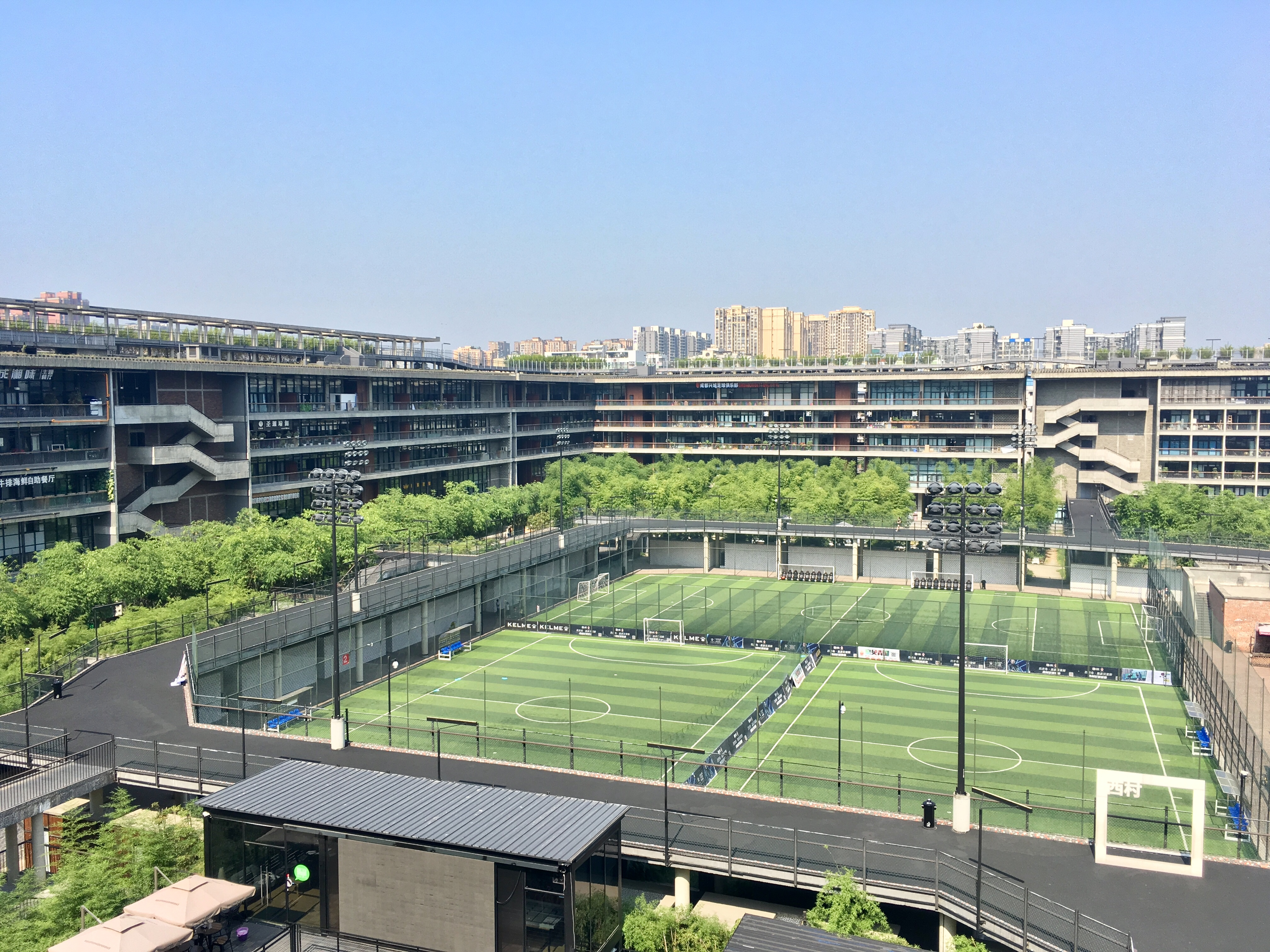
West village di Chengdu

- Red Era - Entertainment Center, Nijia-qiao Road, Chengdu (2001)
- Luyeyuan Stone Sculpture Art Museum, Chengdu (鹿野苑石刻博物馆, 2002)
- Motorola Chengdu Software Center, Chengdu (2003)
- Sculpture Department of the Sichuan Fine Arts Institute, Chongqing (四川美术学院雕塑系教学楼, 2004)
- Ping'anqiao Catholic Church, Chengdu (2005)
- No. 5 Tea House in Jinhua Architecture & Art Park, Jinhua (2006)
- Shanghai Qingpu District Exhibition Center of New Town Construction, Shanghai (2006)
- Design Department of the New Campus of Sichuan Fine Arts Institute, Chongqing (2006)
- Museo degli orologi nel Jianchuan Museum Cluster, Chengdu (聚落之钟博物馆, 2007)
- Public Space in Rose Garden, Guangzhou (2007)
- Shanghai Xiang-Dong Buddhist Art Museum, Shanghai (2008)
- Panda Maternity Ward, Chengdu Research Base of Giant Panda Breeding (成都大熊猫繁育研究基地, 2009)
- Hu Huishan Memorial, Chengdu (胡慧姗纪念馆, 2009)
- St John's Church, Chengdu (2010)
- Chengdu High-Tech Zone Tianfu Software Park Communication Center, Chengdu (2010)
- Eastern Suburb Memory, Chengdu (2011)
- Additions of Banyan district of Xilai old town, Chengdu (2011)
- Lodging Center of China International Practice Exhibition of Architecture (CIPEA), Nanchino (2012)
- Blue Roof Museum, Chengdu (2013)
- Lancui Pavilion of Egret Gulf Wetland, Chengdu (2013)
- Shuijingfang Musem, Chengdu (水井坊博 物馆, 2013)
- West Village, Chengdu (西村, 2015)
- Block C6, Novartis Shanghai Campus, Shanghai (2016)
- Suzhou Imperial Kiln Ruins Park & Museum of Imperial Kiln Brick, Suzhou (苏州御窑遗址园暨御窑金砖博物馆, 2017)
- Renovation of Ningliang Auto Factory, Chengdu (2017)
- Serpentine Pavilion Beijing, Pechino (2018)
- Wenli Songyang Sanmiao Cultural Exchange Center, Lishui (文里松阳三庙文化交流中心, 2020)
- Tianbao Cave, District of Erlang Town, Luzhou (天宝 洞, 2021)

### Pubblicazioni
- (EN) Liu Jiakun, Narrative Discourse and Low-Tech Strategy, Pechino, China Architecture & Building Press, 1997.
- (EN) Liu Jiakun, Now and Here, Wang Mingxian and Du Jian China Architecture & Building Press, 2002.
- (EN) Liu Jiakun, I Built in West China?, Today Editorial Department, 2009.
- (EN) Liu Jiakun, The Conception of Brightmoon, Times Literature and Art Publishing House, 2014.